# Schwab
Schwab  je priimek v Sloveniji in tujini. Po podatkih Statističnega urada Republike Slovenije je na dan 1. januarja 2011 v Slovenji uporabljalo ta priimek 7 oseb.

## Znani slovenski nosilci priimka
- Anton Schwab (1868–1938), zdravnik, skladatelj in šahist

## Znani tuji nosilci priimka
- Andreas Schwab (1973–), nemški politik
- Gustav Schwab (1792–1850), nemški pesnik in skladatelj
- Sigi Schwab (1940–), nemški glasbenik, kitarist